# Chiesa dell'Immacolata alle Fontanelle
La chiesa dell'Immacolata Concezione alle Fontanelle (o più semplicemente, Immacolata alle Fontanelle) è una delle chiese storiche di Napoli; è sita nel cuore del centro storico, nel rione Sanità.
Il complesso è posto sulla via che conduce al celebre Cimitero delle Fontanelle. Esso vienne illustrato per la prima volta nella vecchia Carta Schiavoni del 1880. Le architetture dapprima furono di proprietà della famiglia Ramirez, poi passarono alle dipendenze del cosiddetto "conto della Sanità".
Il terreno fu già lottizzato a partire dal XVII secolo; in quest'epoca appartenne prima ai Giufne e poi a G. De Sanctis. Una targa, posta all'esterno della chiesa, è testimone del restauro effettuato da Francesco Bizzarro, nel 1930. Il suo interno prelude al neoclassico.